# 多玩國
株式會社多玩國（日語：株式会社ドワンゴ）是日本的資訊科技企业，NICONICO動畫之母公司。

## 公司名稱
原是美國DWANGO_(サービス)線上遊戲平台的縮寫，服務終止後日本法人承繼運作。官方中譯多玩國並以此名稱在台灣設立分公司。

## 沿革
1996年
- 6月，株式會社Software Japan取得DWANGO線上服務經營權。[2]
- 11月，因經營惡化，Software Japan停業（1998年宣告破產[3]），線上服務也隨之中止。

1997年
- 4月，有限会社多玩國日本設立。
- 6月，多玩國日本與IVS合資成立在日法人株式會社多玩國，社長由前Software Japan董事川上量生出任，重啟DWANGO線上服務。[4]

1998年
- 10月，DWANGO線上服務終止，原有日本法人改組持續經營。

2003年
- 7月，在東京證券交易所市場創業板上市，股票代號「3715」。

2004年
- 9月，在東京證券交易所市場第一部上市。

2014年
- 5月，與KADOKAWA（现：KADOKAWA Future Publishing。KADOKAWA初代法人）共同宣布經營統合聲明，同年9月26日退市。股份轉移後的整合控股公司株式会社KADOKAWA・DWANGO（现：株式会社KADOKAWA）同年10月1日成立並上市，多玩國與KADOKAWA成為其全資子公司。[5]

2019年
- 2月，夏野剛（日语：夏野剛）就任代表董事會社長[6]。
- 4月，株式会社角川多玩国內部改組，KADOKAWA（初代法人）成為其唯一子公司，而多玩國成为株式会社KADOKAWA（初代法人）全資子公司[7]。
- 7月，角川多玩国更改商號為KADOKAWA（二代法人），原初代法人KADOKAWA改名為KADOKAWA Future Publishing，多玩國成為KADOKAWA（二代法人）全資子公司[8]。

## 服務內容
- dwango.jp（日语：ドワンゴジェイピー）
- アニメロミックス
  - Pocket Radio（日语：パケットラジオ）
  - 超!放送局（日语：超!放送局）
- 着インコ

### 線上遊戲
- 魔力宝贝（CROSSGATE）
- 幸福Online（STRUGARDEN）
- 永恆傳奇Online

## 旗下企業
- 株式会社多玩國音樂娛樂
- 株式会社多玩國CONTENTS
- 株式会社niwango
- 株式会社多玩國MOBILE
- 株式会社Qteras
- 株式会社Spike Chunsoft
- 株式会社T&E SOFT
- 株式会社Vantan
- 多玩國股份有限公司

## 相關企業
- MAGES.（日语：MAGES.）（原5pb.）
- smiledge

## 初音未來版權爭議
2007年12月中旬，初音未來的「把你給MIKUMIKU掉♪」歌曲之大部分版權由日本音樂著作權協會管轄的消息，當時演出者的名字記述為「初音未來」，然而事前並沒有知會Crypton，實際上是違反了軟件的使用規則。由於此曲相關衍生作品極多，直接突顯了初音相關作品版權問題，而且日本音樂著作權協會在網上是個不受歡迎的團體，因此而引起了一陣騷動，而事情最後甚至演變出NICONICO動畫之母公司多玩國所提供的手機配信服務有瑕疵，會擅自將歌曲信託給JASRAC管轄，恐對原作者產生版權爭議，相關受影響的作品亦不止這一首。
接著於12月19至21日，多玩國和Crypton相繼互相在自己公司的blog發表聲明，前者表示這是公司內部溝通不足而導致的程序問題，強調自己從未提過要獨佔，並把登錄的演出者名字改為「ika」（但不是事前有共識的「作者名+featuring初音未來」）。Crypton則指多玩國施壓想獲得配信獨佔權，Crypton和日本網友在「獨佔」的問題上指多玩國在說謊，2007年11月底時於一些媒體上的發言中，確實提過獨佔這一回事。其間，營運NICONICO動畫的多玩國的董事之一西村博之亦有給兩間公司一些提議。12月25日，多玩國和Crypton共同發表聲明，表示已對問題的解決方法取得共識，包括鈴聲發放前必定先向作者立下正式的書面協定，亦可能考慮對應現今網絡和著作權的矛盾而發展自己的一套系統。另外，這事件亦是多玩國的股票於12月20日下挫的原因之一。有人認為，多玩國在這次事件中顯出他們做事不謹慎，Crypton和多玩國在12月19日至21日的互相辯駁的態度也不夠大方。事後的12月27日，多玩國刪去上述的其中兩篇聲明，有人認為這是不當的做法。

## 外部連結
- （日語）官方网站